# حملات موشکی ۱۴۰۲ ایران در عراق و سوریه
حمله‌های موشکی ۲۰۲۴ ایران در عراق و سوریه یک رشته حمله موشکی بود که توسط سپاه پاسداران انقلاب اسلامی در ۲۵ دی ۱۴۰۲ انجام شد. ایران با انجام یک سری حملات هوایی و پهپادی در عراق و سوریه مدعی شد که مقر منطقه ای موساد (سازمان اطلاعات اسرائیل) و چندین پایگاه گروه‌های تروریستی را در پاسخ به حمله انتحاری کرمان هدف قرار داده است.

## پیش زمینه
در ۳ ژانویه ۲۰۲۴، مراسم بزرگداشت قاسم سلیمانی بر سر مزار وی در شرق کرمان، مورد حمله انتحاری قرار گرفت. در این حملات دست کم ۹۴ نفر کشته و ۲۸۴ نفر مجروح شدند. داعش مسئولیت این حملات را بر عهده گرفت. سید علی خامنه‌ای، رهبر جمهوری اسلامی ایران، متعهد به «پاسخ سخت» به این حمله شد و اعلام کرد که مقصران «از این پس هدف قطعی سرکوب و مجازات عادلانه خواهند بود.»

## حمله
یک مقام آمریکایی حمله‌های موشکی سپاه پاسداران انقلاب اسلامی به اربیل را ناموفق ارزیابی کرد. این حمله منجر به کشته شدن پیشرو دیزایی، مدیر اجرایی امپایر ورلد شد. سپاه، پیشرو دیزایی را مسئول حفاظت و تأمین لجستیکی عوامل دستگاه امنیتی اسرائیل در اقلیم کردستان و مسئول مستقیم آموزش‌های ویژه جاسوسی موساد در منطقه می‌دانست. این حمله همچنین منجر به بسته شدن موقت فرودگاه بین‌المللی اربیل شد. سپاه به سرعت مسئولیت این حملات را بر عهده گرفت. این حمله در زمانی رخ داد که درخواست‌ها برای خروج نیروهای آمریکایی از منطقه در حال افزایش بود.

## واکنش‌ها
یک منبع دولتی عراق اعلام کرد که اطلاع قبلی در خصوص این حمله نداشته است و این حمله را نقض آشکار توافق ایران و عراق دانست. سپاه پاسداران ایران در بیانیهٔ خود اعلام کرد که این حمله پاسخی به ترور عوامل «جبهه مقاومت» توسط اسرائیل است.